# Тиберианско наречие
Тиберианското наречие е форма на класическия иврит, разработена от масоретите в град Тибериада през ранното Средновековие (около 8-10 век). Тази форма на иврит се отличава със сложна система от диакритични знаци, които указват гласните и тоновете на текста, известна като тиберианска вокализация. Масоретите използват тази система, за да предадат правилното произношение и интерпретация на свещените еврейски текстове, особено на Танах. Тиберианското наречие е важно за съвременното разбиране и четене на библейския иврит и играе ключова роля в еврейската филология и лингвистика.

### Характеристики
- Вокализация: Тиберианската система използва набор от точки и тирета, които обозначават гласните звуци, отсъстващи в оригиналния консонантен текст.
- Акцент и интонация: Специфични знаци указват къде пада ударението в думата и каква е интонацията на изречението.
- Консонантни модификации: Точки и знаци също показват различни начини на произношение на съгласните.

### История и влияние
- Произход: Разработена от масоретите в Тибериада, които имали за цел да запазят и стандартизират произношението и четенето на свещените текстове.
- Влияние: Тиберианската вокализация става основата на съвременния изговор на библейския иврит и продължава да се използва в различни еврейски общности по света.

### Примери за диакритични знаци
- Каматс (ָ): Представя звук, подобен на "a" в английската дума "father".
- Цере (ֵ): Представя звук, подобен на "e" в английската дума "they".

Тиберианското наречие и неговата система за вокализация играят ключова роля в запазването и разбирането на еврейската религиозна и културна идентичност, като осигуряват точен метод за предаване на библейските текстове през поколенията.